# Pteremis mongolica
Pteremis mongolica är en tvåvingeart som först beskrevs av Papp 1973.  Pteremis mongolica ingår i släktet Pteremis och familjen hoppflugor. Inga underarter finns listade i Catalogue of Life.